# Idioma udmurto
El udmurto o votiaco (удмурт кыл, udmurt kyl) es una lengua ugrofinesa hablada por los udmurtos, nativos de la república rusa de Udmurtia.
Unos 340 000 hablantes —339 800 personas según datos de 2010— usan esta lengua.

## Distribución geográfica
Los udmurtos habitan al sur de los komi, principalmente en el área comprendida entre los ríos Viatka y Kama.
En el censo de 1989, de las 747 000 personas que declaraban ser de nacionalidad udmurta, el 70 % hablaban la lengua de sus antepasados. Dos terceras partes de los udmurtos viven en la república de Udmurtia y aproximadamente 100 000 udmurtos viven en las vecinas repúblicas de Baskortostán y Tartaristán, así como en las regiones de Kírov y Perm. Dicha población, asentada allí durante siglos, ha preservado su lengua materna en una proporción en torno al 80 - 90 %.
Al menos el 90 % de los udmurtos son bilingües o trilingües: su segunda lengua es el ruso y la tercera, el tártaro, aunque para aquellos que habitan en Baskortostán o en Tartaristán, el tártaro constituye su segundo idioma.
En zonas rurales, se usa el udmurto como lengua coloquial, si bien en asuntos oficiales se utiliza el ruso, incluso entre los mismos udmurtos.

## Aspectos históricos, sociales y culturales

### Historia
El desarrollo de la literatura udmurta empezó en el siglo XVIII aunque las publicaciones en esta lengua no comenzaron hasta mediados del siglo siguiente.
Si bien las primeras obras y colecciones de cuentos populares escritos en udmurto utilizaron el alfabeto latino, actualmente se utiliza una adaptación del alfabeto cirílico —véase más abajo.
Entre los autores en lengua udmurta, cabe destacar a Gerd Kuzebay y a la poetisa Ashalchi Oki.
Desde 1994 existe un Premio Nacional de literatura udmurta que lleva el nombre de esta última.

### Dialectos
Existen cuatro dialectos del udmurto, pero los distintos hablantes no tienen problemas para comprender el resto de los dialectos.
El dialecto septentrional se habla a lo largo del curso fluvial del Cheptsá, el dialecto beserman cerca de Glazov, el llamado dialecto central en torno a los ríos Kilmez e Izh y hacia occidente hasta el Vyatka, mientras que el dialecto meridional se habla al sur de la República de Udmurtia, en torno a las ciudades de Yelabuga (Tartaristán) y Malmyzh.

### Influencia de otras lenguas
El udmurto es un idioma muy cercano al komi: ambas lenguas comparten un 80% de su vocabulario, y muestra una estrecha afinidad con el vecino mari, también perteneciente a la rama ugrofinesa.
Por otra parte, el udmurto muestra una fuerte influencia del chuvasio y del tártaro, ambas lenguas túrquicas.

## Escritura
El udmurto se escribe con el alfabeto cirílico, usando las letras del alfabeto ruso junto a cinco letras adicionales (Ӝ/ӝ, Ӟ/ӟ, Ӥ/ӥ, Ӵ/ӵ, Ӧ/ӧ):
| А а  | Б б       | В в        | Г г       | Д д       | Е е             | Ё ё        | Ж ж        | Ӝ ӝ        | З з       |
| ---- | --------- | ---------- | --------- | --------- | --------------- | ---------- | ---------- | ---------- | --------- |
| [a]  | [b]       | [v]        | [ɡ]       | [d], [dʲ] | [ʲe], [je], [e] | [ʲo], [jo] | [ʒ]        | [d͡ʒ]       | [z], [zʲ] |
| Ӟ ӟ  | И и       | Ӥ ӥ        | Й й       | К к       | Л л             | М м        | Н н        | О о        | Ӧ ӧ       |
| [d͡ʑ] | [ʲi], [i] | [i]        | [j], [-ĭ] | [k]       | [l], [lʲ]       | [m]        | [n], [nʲ]  | [o]        | [ʌ]       |
| П п  | Р р       | С с        | Т т       | У у       | Ф ф             | Х х        | Ц ц        | Ч ч        |           |
| [p]  | [r]       | [s], [sʲ]  | [t], [tʲ] | [u]       | [f]             | [x]        | [t͡s]       | [t͡ɕ]       |           |
| Ӵ ӵ  | Ш ш       | Щ щ        | Ъ ъ       | Ы ы       | Ь ь             | Э э        | Ю ю        | Я я        |           |
| [t͡ʃ] | [ʃ]       | [ɕ ~ ɕtʲ͡ɕ] | [(j)]     | [ɨ~ə~ɯ]   | [ʲ]             | [e]        | [ʲu], [ju] | [ʲa], [ja] |           |